# Bert Pals
Drs. dr. Lambertus Hinderikus (Bert) Pals (Rotterdam, 4 juli 1932 − Groningen, oktober 2023 was een Nederlands wetenschapper, actuaris en publicist op het gebied van letselschade.

## Biografie
Pals promoveerde op 18 oktober 1983 bij hoogleraar Christiaan Brunner (1929-2007) op het proefschrift Onrechtmatige doodslag. Van beperkte naar volledige schadevergoeding aan de Rijksuniversiteit Groningen.
Hij richtte het letselschadekantoor Bureau Pals op, dat naar hem werd vernoemd en waarvan het hoofdkantoor was gevestigd in Emmen. De rechtsvoorganger van dit bedrijf, Het Noorder Expertisebureau H. Pals & Zn, was kort na de Tweede Wereldoorlog opgericht door zijn vader. In de jaren 70 introduceerde Bert Pals het begrip no cure, no pay, een Amerikaans begrip dat tot die tijd nog vrij onbekend was in Nederland. Ook introduceerde hij in die tijd al computerberekeningen in de letselschadevergoedingen.
Pals verliet zijn bedrijf in 1993. Het letselschadekantoor groeide daarna sinds eind jaren '90 met meerdere vestigingen in Nederland en de naam werd gewijzigd in Pals Groep Letselschadespecialisten. Pals richtte zich na zijn vertrek uit zijn kantoor op het schrijven van wetenschappelijke artikelen op letselschadegebied, en dan met name over de berekeningen van schadevergoedingen.
In 2006 schreef hij een artikel in het juridisch vakblad Verkeersrecht, waarin hij de discussie opende om af te stappen van de zogeheten 6% - 3%-formule bij kapitalisatie van een letselschadevordering en hij introduceerde de term herbeleggingsfictie. Ook ontwierp hij eerder al de kapitalisatieschijf.
Op 11 januari 2010 was Pals één van de sprekers in een uitzending van het televisieprogramma Tros Radar, waarin hij de wantoestanden bij no cure, no pay in Nederland besprak, waaronder bij zijn voormalige bedrijf Pals Groep, die zich hierover later beklaagde bij de Raad voor de Journalistiek. Tot 1987 was er geen vergoeding van de buitengerechtelijke kosten op grond van art. 6:96 BW en kwamen de kosten voor rechtsbijstand niet voor vergoeding in aanmerking. Bij het programma Radar kwam toen aan het licht dat er veel letselschadekantoren in Nederland zowel een no cure, no pay-vergoeding vroegen aan cliënten als daarnaast ook hun buitengerechtelijke kosten in rekening brachten bij de verzekeraar. Pals was een fel tegenstander van dit dubbel declareren en nam publiekelijk afstand van het door hem opgerichte bedrijf.
Pals overleed in zijn woonplaats Groningen in oktober 2023 op 91-jarige leeftijd.